# American Fork
American Fork is een plaats (city) in de Amerikaanse staat Utah, en valt bestuurlijk gezien onder Utah County.

## Demografie
Bij de volkstelling in 2000 werd het aantal inwoners vastgesteld op 21.941.
In 2006 is het aantal inwoners door het United States Census Bureau geschat op 25.596, een stijging van 3655 (16,7%).

## Geografie
Volgens het United States Census Bureau beslaat de plaats een oppervlakte van
19,5 km², geheel bestaande uit land.

## Plaatsen in de nabije omgeving
De onderstaande figuur toont nabijgelegen plaatsen in een straal van 8 km rond American Fork.

## Geboren
- Gary Herbert (1947), gouverneur van Utah (2009-2021)
- Taylor Eisenhart (1994), wielrenner